# Alexandre Deschapelles

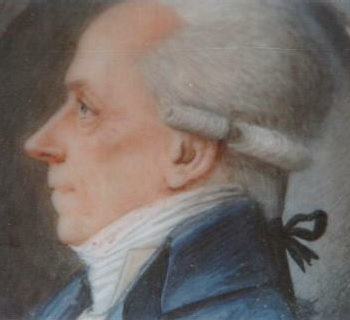
Alexandre Deschapelles

Alexandre Louis Honoré Lebreton Deschapelles (* 7. März 1780 in Ville d’Avray; † 27. Oktober 1847 in Paris) war der erste französische Schachmeister, der an die Leistungen François-André Danican Philidors anknüpfen konnte.
Deschapelles war der adelige Sohn eines Marschalls. Er besuchte die berühmte Kadettenanstalt von Brienne, die einst der junge Napoleon Bonaparte besucht hatte. Aufgrund der revolutionären Umwälzungen wurde die Schule jedoch geschlossen und die Schüler entlassen. Während seine Verwandten sich in die Emigration begaben, schloss sich Deschappelles der Revolutionsarmee an. Doch bereits 1794 wurde der vierzehnjährige Soldat der Sambre-Maas-Armee in der Schlacht bei Fleurus schwer verletzt.
Der Verlust der rechten Hand machte die Hoffnung auf eine große Karriere zunichte; im Militärdienst konnte er daraufhin nur in der Logistik verwendet werden. Nach einigen Berichten erreichte er am Ende seiner Laufbahn trotzdem kurzzeitig den Generalsrang.
Nach Napoleons Sturz im Jahr 1815 begab sich Deschapelles in den Ruhestand und widmete sich dem Schach, welches er nach eigener Aussage innerhalb von nur vier Tagen erlernte, dem Whist-Spiel, ein Vorläufer des Bridge, dem Backgammon, sowie dem Billard.
Bald war Alexandre Deschapelles einer der stärksten Spieler im Pariser „Café de la Régence“. Als hochmütig und stolz beschrieben, wusste er sich allen seinen Zeitgenossen überlegen. Er ist dafür bekannt, sich ganz auf Vorgabepartien gegen seine Gegner beschränkt zu haben. Nach verlorenen Spielen pflegte er die Vorgabe und den Einsatz zu erhöhen, worauf sich seine Gegner nicht immer einließen. Seine wirkliche Spielstärke ist daher schwer einzuschätzen. Deschapelles war kein Theoretiker. Er las keine Schachbücher und hat im Gegensatz zu Philidor oder Saint-Amant auch nie ein solches verfasst. Seine Eröffnungskenntnisse waren nicht besonders gut, so dass er oft schon bei den ersten Zügen lange denken musste und oft schlechter stand.
1832 wurde er verhaftet, weil man ihn verdächtigte, in ein Komplott gegen König Louis-Philippe verwickelt zu sein.
Im Jahr 1842 gewann er einen Wettkampf gegen Pierre Saint Amant mit 3:2. Als Deschapelles gegen seinen Schüler Louis-Charles Mahé de La Bourdonnais nicht mehr gewinnen konnte, zog er sich vom Schach zurück und wurde ein ebenso erfolgreicher Obst- und Gemüsebauer.